# Робърт Креймър
Робърт Креймър (на английски: Robert Kramer) е американски режисьор и сценарист.

## Биография
Той е роден на 22 юни 1939 година в Ню Йорк. Привърженик на крайната левица, в средата на 70-те години заминава за Франция, където работи до края на живота си. Филмът му „À toute allure“ (1982) е номиниран за Златна палма на Фестивала в Кан.
Робърт Креймър умира на 10 ноември 1999 година в Руан.